# 福島県立会津第二高等学校
福島県立会津第二高等学校（ふくしまけんりつ あいづだいにこうとうがっこう）は福島県会津若松市にある県立高等学校。

## 概要
創立以来福島県立会津工業高等学校と施設を共用している。定時制課程で普通科設置。

## 沿革
- 1943年 - 福島県立会津第二工業学校として創立。
- 1948年4月 - 学制改革に伴い、福島県立会津第二高等学校となる。普通科・工業化学科・機械科を設置。
- 1951年 - 本郷分校（定時制　窯業科）を開設する。
- 1969年 - 本郷分校を福島県立会津工業高等学校へ移管する。
- 1976年 - 工業化学科・機械科を募集停止とする。